# Audita tremendi

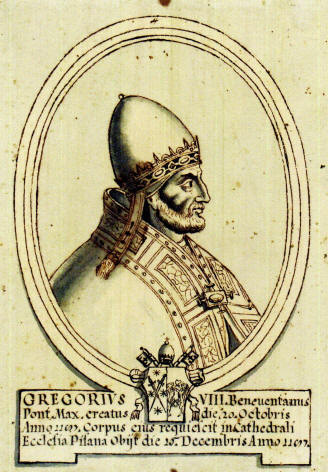
Imatge de Gregori VIII.

La butlla Audita tremendi fou promulgada pel Papa Gregori VIII el 29 d'octubre de 1187 per convocar la Tercera Croada. Aquesta crida suposà la derrota que patiren els exèrcits cristians a la batalla de Hattin. El títol d'aquesta butlla prové de les dues primeres paraules amb què comença: Audita tremendi severitate judicii, quod super terram Jerusalem divina manus exercuit (Sentint el terrible i sever judici amb què ha estat colpejada la terra de Jerusalem per la mà divina).
Així com la Quantum praedecessores, aquesta segona «butlla de croada» oferia als participants una indulgència plenària.